# Бертон, Марк (футболист)
Марк Бе́ртон (англ. Mark Burton; 18 мая 1974, Веллингтон) — новозеландский футболист, атакующий полузащитник, бывший игрок сборной Новой Зеландии.

## Карьера

### В клубах
Начинал играть в юношеских командах клубов «Веллингтон Юнайтед» и «Мирамар Рейнджерс», в 1993 году по рекомендации своего соотечественника Уинтона Руфера, выступавшего тогда за бременский «Вердер», перешёл во вторую команду этого клуба. Проведя в дубле 3 сезона, сменил несколько команд низших немецких лиг: «Оснабрюк», эмденский «Киккерс» и «Любек». В 2000 году вернулся на родину, где 4 сезона отыграл за клуб «Футбол Кингз», выступавшей в австралийской Национальной футбольной лиге.

### В сборной
В составе сборной Новой Зеландии принял участие в двух Кубках конфедераций (1999, 2003), дважды выигрывал Кубок наций ОФК (1998, 2002), в 2002 году также был признан самым ценным игроком того турнира.

## Достижения

### Командные
Как игрока национальных сборных Новой Зеландии:
- Кубок конфедераций:
  - Участник: 1999, 2003
- Кубок наций ОФК:
  - Победитель: 2002, 2008

### Личные
Как игрока национальных сборных Новой Зеландии:
- Кубок наций ОФК:
  - Самый ценный игрок: 2002